# Erich Buchholz (Jurist)
Erich Buchholz (* 8. Februar 1927 in Berlin; † 11. Dezember 2020) war ein deutscher Jurist, Hochschullehrer und Autor. Von 1965 bis zu seiner Entlassung 1991 war er Professor für Strafrecht an der Humboldt-Universität zu Berlin. Danach trat er als Anwalt insbesondere als Verteidiger von Angeklagte in den Mauerschützenprozessen Erscheinung.

## Leben
Erich Buchholz besuchte ab 1933 das Luisengymnasium in Berlin und legte dort das Abitur ab. Seit 1946 war er Mitglied der SED. Von 1948 bis 1952 studierte Buchholz Jura an der Humboldt-Universität zu Berlin, wo er als wissenschaftlicher Assistent tätig war. 1956 wurde Buchholz an der Humboldt-Universität mit der Arbeit Die gerichtliche Strafzumessung in der Deutschen Demokratischen Republik zum Dr. jur. promoviert. 1963 habilitierte er sich mit der Schrift Der Diebstahl und seine Bekämpfung in der Deutschen Demokratischen Republik. Seit 1957 arbeitete der Jurist als Dozent, seit 1965 als Professor mit Lehrauftrag, später Ordinarius und Leiter des Instituts für Strafrecht. 1966 wurde er zum Dekan der juristischen Fakultät ernannt, 1976 zum Direktor der Sektion Rechtswissenschaft. Zudem war Buchholz Vorsitzender des wissenschaftlichen Beirats für Rechtswissenschaft beim Minister für das Hoch- und Fachschulwesen. Seit 1952 veröffentlichte Buchholz Zeitschriften- und Buchbeiträge sowie Monographien. Seit dem 8. Juli 1975 war er als IM Richter beim Ministerium für Staatssicherheit registriert. 1991 wurde er als Professor von der Universität entlassen.
Buchholz war 1989 Gründungsmitglied des Freidenkerverbandes der DDR und gehörte dem Beirat des seit 1991 vereinigten Deutschen Freidenker-Verbandes bis zu seinem Lebensende an.
In seinen Publikationen nach der Wende befasste sich Buchholz umfassend mit Rechtssystem der DDR und vertrat dabei zumindest teilweise apologetische Positionen. Nach 1990 war Buchholz als Rechtsanwalt zugelassen und trat als Verteidiger in mehreren Mauerschützenprozessen auf. Dort vertrat er die Position, die getöteten Flüchtlinge hätten „ihren Tod selbst verschuldet“, indem sie sich in Minenfelder begeben oder Schüssen ausgesetzt hätten. Im Übrigen seien es ohnehin keine politischen Flüchtlinge gewesen, sondern allenfalls „Wirtschaftsflüchtlinge“. Bereits 1977 attestierte Buchholz in der vom DDR-Justizministerium herausgegebenen Fachzeitschrift Neue Justiz den DDR-Grenztruppen „rechtmäßiges Handeln“, da die Schusswaffengebrauchsvorschriften der DDR im Einklang mit dem Völkerrecht stünden und dem Schutz der nationalen Sicherheit und öffentlichen Ordnung dienten. 2011 legte er mit „DDR-Strafrecht unterm Bundesadler“ eine polemische Fundamentalkritik an der strafrechtlichen Aufarbeitung des DDR-Staatsunrechts durch die bundesdeutsche Justiz vor.

## Publikationen
- Anklagepolitik und Strafverfahren in Westdeutschland, zusammen mit R. Hartmann und R. Herrmann, Berlin 1956; DNB 450667413
- Strafe, wozu? Staatsverlag der DDR, 1968
- Wirtschaftliche Fehlentscheidung oder Straftat? Staatsverlag der DDR, 1971
- Probleme einer Rechtsbildungstheorie. Akademie-Verlag, 1982
- mit Karl-Heinz Röder: Bemerkenswerte Erkenntnisse eines kritischen Kriminologen aus den USA. Neue Justiz, 3/82, Seite 114 ff.
- mit Irmgard Buchholz: Zum Persönlichkeitskonzept im sozialistischen Strafrecht. Staat und Recht, 10/82, Seite 932 ff.
- mit Ulrich Dähn: Weitere Stärkung der sozialistischen Gesetzlichkeit und Entwicklung von Triebkräften der sozialistischen Gesellschaft. Staat und Recht, 5/85, Seite 421 ff.
- Was ist kriminell? Staat und Recht 7/86, Seite 558 ff.
- mit Karl A. Mollnau: Rechtssicherheit gehört zur Lebensqualität in unserer Gesellschaft. Neues Deutschland, 18./19.06.1988, S. 11 ff.
- DDR-Strafrecht Passé – Überlegungen zu einem Strafrecht der Zukunft, in: Uwe Ewald, Kersten Woweries (Hrsg.) Entwicklungsperspektiven von Kriminalität und Strafrecht, Festschrift für John Lekschas, Bonn 1992, S. 253–264.
- Siegerjustiz? Politische Strafverfolgung infolge der Deutschen Einheit. Kai Homilius Verlag, Berlin 2003.
- Unrechtsstaat DDR? – Rechtsstaat BRD? Edition Ost, Berlin 2006, ISBN 978-3-360-01077-3.
- Dem Unrecht wehren. Kai Homilius Verlag, Berlin 2006.
- Rechtsbetrachtungen von LINKS. Kai Homilius Verlag, Berlin 2007.
- Strafrecht im Osten. Kai Homilius Verlag, Berlin 2008.
- Überwachungsstaat. Die Bundesrepublik und der „Krieg gegen den Terror“. Kai Homilius Verlag, Berlin 2009.
- Totalliquidierung in zwei Akten. Juristische Annexion der DDR. Kai Homilius Verlag, Berlin 2009.
- 1949 – hier eine Verfassung, dort ein Grundgesetz. Kai Homilius Verlag, Berlin 2009.
- Die sozialistische Verfassung der DDR von 1968. In: Unter Feuer. Die Konterrevolution in der DDR. Verlag Offensiv, Hannover 2009, ISBN 978-3-00-026316-3.
- DDR-Recht unter dem Bundesadler. Kai Homilius Verlag, Berlin 2010.
- Rechtsgewinne? – Welche Rechte gewannen die DDR-Bürger durch den Beitritt? Haben sie Rechte verloren? Verlag Wiljo Heinen, Berlin 2010, ISBN 978-3-939828-54-9.
- Anspruch und Wirklichkeit. Wie der Bundesbürger den Rechtsstaat erlebt. Edition Ost, Berlin 2010, ISBN 978-3-360-01817-5.
- Gerechtigkeit sieht natürlich anders aus. Das Neue Berlin, Berlin 2012, ISBN 978-3-360-02074-1.